# Technique de la multiplication par jalousies
La multiplication par jalousies est une technique de multiplication basée sur la notation décimale. Elle est aussi appelée multiplication per gelosia, par filet ou par grillage, ou encore multiplication italienne ou grecque. Elle tire son nom des jalousies, sorte de volets à travers lesquels la lumière passe en diagonale et qui permettent de voir sans être vu. La multiplication par jalousies se pratiquait au Moyen Âge en Chine, en Inde, chez les Arabes aussi bien qu'en Occident. Elle se pratique encore aujourd'hui en Turquie.

## Repères historiques et origine du nom
Cette méthode est citée dans le livre de Al-Uqlidsī, un mathématicien ayant vécu pendant l’âge d’or de la civilisation islamique, et elle s’est ensuite propagée en Europe.
Cette méthode apparaît en Europe dès la parution du Liber Abaci de Léonard de Pise (1202). Selon René Taton, ce procédé serait calqué sur un algorithme indien probablement antérieur à la numération de position. Malgré les efforts ingénieux de plusieurs fabricants d'instruments de la Renaissance pour faciliter son emploi (par exemple les bâtons de Napier), il commença à être supplanté par le procédé actuel dès la fin du XVIe siècle.
Le nom de « multiplication par jalousies » provient du fait que la structure des diagonales évoque le dispositif de lamelles équipant certaines fenêtres et appelé « jalousies ».

## Méthode
Exemple de multiplication de 238 × 13 :
On commence par tracer un tableau de 2 lignes (nombre de chiffres du second facteur) et 3 colonnes (nombre de chiffres du premier facteur).
On coupe chaque case en deux selon une diagonale partant de son coin inférieur gauche à son coin supérieur droit.
Au-dessus du tableau, on écrit le facteur de 3 chiffres (ici, 238) en alignant chacun d'eux avec une colonne.
À la droite du tableau, on écrit le facteur de 2 chiffres (ici, 13) en alignant chacun d'eux avec une ligne.
|  | 2 | 3 | 8 | × |
|  | ╱ | ╱ | ╱ | 1 |
|  | ╱ | ╱ | ╱ | 3 |
|  |   |   |   |   |

Ensuite, on remplit chaque case en faisant le produit des chiffres des deux facteurs sur sa ligne et sur sa colonne.
Si ce produit n'a qu'un chiffre, celui-ci est écrit à droite de la diagonale de la case.
Sinon, son chiffre des dizaines est écrit à gauche de la diagonale et son chiffre des unités à droite.
|  | 2  | 3  | 8   | × |
|  | ╱2 | ╱3 | ╱8  | 1 |
|  | ╱6 | ╱9 | 2╱4 | 3 |
|  |    |    |     |   |

Enfin, on additionne en diagonale en reportant la retenue sur la diagonale suivante :
- 4 donne 4 (soit le chiffre des unités)
- 8 + 2 + 9 = 19 donne 9 (soit le chiffre des dizaines) et on retient 1 (centaine) pour la diagonale suivante
- 1 + 3 + 6 = 10 donne 0 (centaine) et on retient encore 1 (millier)
- 1 + 2 donne 3 (milliers)
- la dernière demi-case vide donne 0 dizaine de milliers

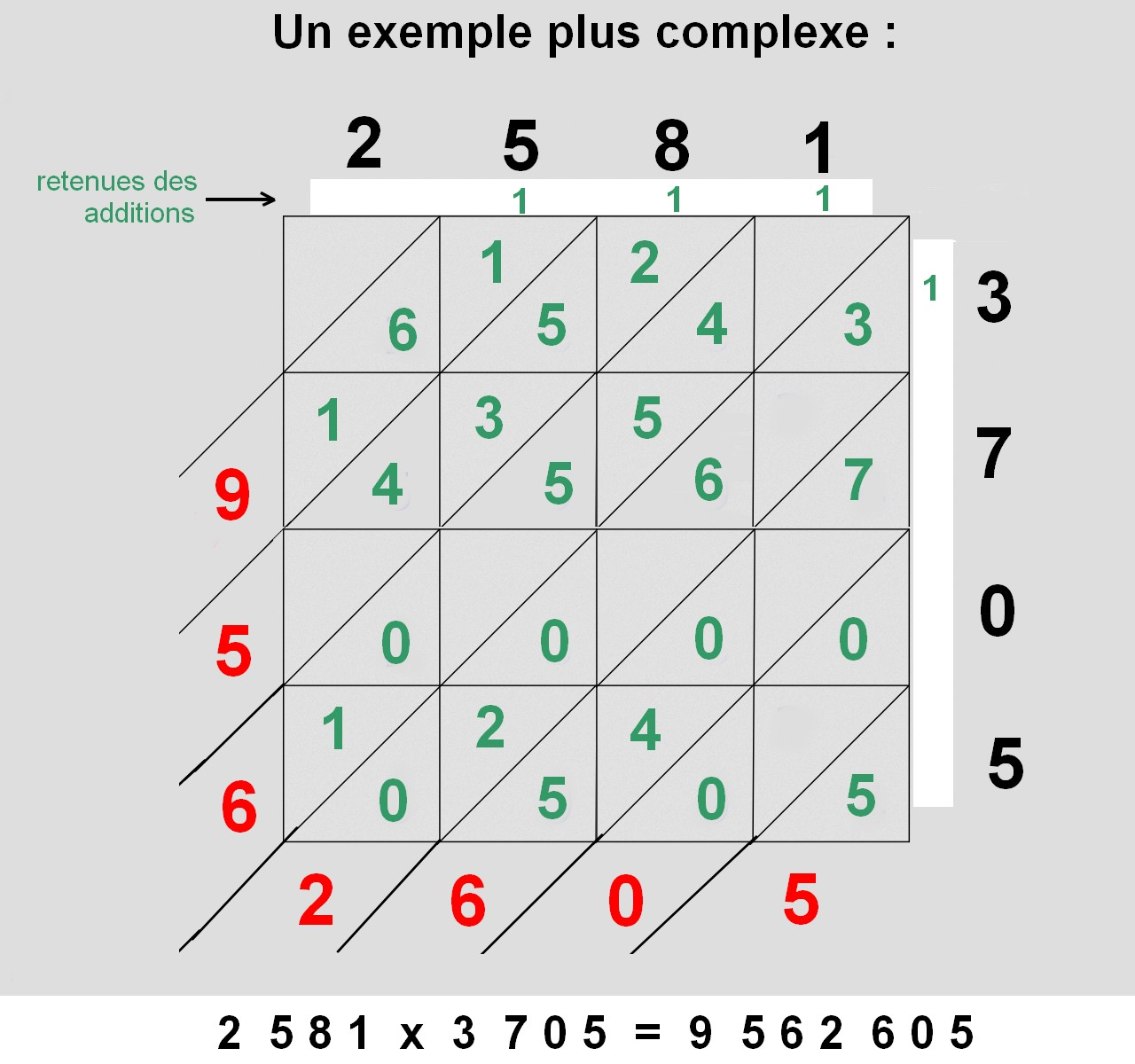

|   | 2  | 3  | 8   | × |
| 0 | ╱2 | ╱3 | ╱8  | 1 |
| 3 | ╱6 | ╱9 | 2╱4 | 3 |
|   | 0  | 9  | 4   |   |

Nous avons donc 13 × 238 = 3094.